# Käsmu
Käsmu es un pueblo ubicado en el municipio de Haljala, en el condado de Lääne-Viru, Estonia.

## Superficie
Posee una superficie de 9,660 kilómetros cuadrados.

## Demografía
Hasta 2021 la población era de 129 habitantes, con una densidad de población de 13,35 habitantes por kilómetro cuadrado.